# Großer Amerikanischer Faunenaustausch

Tierformen, die während des Austauschs von Süd- nach Nordamerika einwanderten (oliv), und solche, die umgekehrt von Nord- nach Südamerika einwanderten (blau)

Als der Große Amerikanische Faunenaustausch wird der Austausch zahlreicher Tierformen zwischen Nord- und Südamerika bezeichnet, der nach der Bildung des Isthmus von Panama im Pliozän vor etwa 2,8 bis 2,7 Millionen Jahren stattfand. Die Vorfahren zahlreicher heute für Südamerika typischer Säuger wie Kamele, Katzen, Hunde, Pekaris, Tapire und Kleinbären wanderten damals aus Nordamerika ein. Aber auch einige der heutigen nordamerikanischen Säugetierarten, wie Gürteltiere und Beutelratten sowie die später ausgestorbenen Riesenfaultiere und Glyptodonten, gelangten während des Austauschs von Süd- nach Nordamerika.

## Die isolierte Entwicklung der südamerikanischen Fauna
Vor etwa 100 Millionen Jahren hatte Südamerika begonnen, sich von den übrigen Kontinenten zu trennen. Die Tierwelt entwickelte sich im folgenden Verlauf der Erdgeschichte über einen sehr langen Zeitraum völlig unabhängig von anderen Erdteilen. Nur wenige Formen, wie Nager und Primaten, gelangten als sogenannte Inselhüpfer auf den isolierten Kontinent, der ansonsten von einmaligen Säugetierordnungen (Sparassodonta, Notoungulata, Litopterna, Astrapotheria) besiedelt war.

## Die Entstehung der Landbrücke und die Folgen
Am Ende des Pliozäns, an der Schwelle zum Quartär, bildete sich vor 2,76 Millionen Jahren eine stabile Landbrücke nach Nordamerika, der Isthmus von Panama. Zahlreiche Tierarten zogen über diese Landbrücke von Nord nach Süd, aber ebenso in umgekehrter Richtung. Dieser große Faunenaustausch führte zum Verschwinden zahlreicher heimischer Tierformen, insbesondere in Südamerika, die durch andere Tierformen mit ähnlichen ökologischen Nischen ersetzt wurden. Dabei wanderten Spitzmäuse, Katzen, Hunde, Bären, Kleinbären, Marder, Hirsche, Nabelschweine, Pferde, Tapire, Gomphotherien, Hasen, Hörnchen und Cricetiden von Nordamerika nach Südamerika ein. Viele der einheimischen Säuger verschwanden, weil sie durch die Neuankömmlinge ersetzt wurden. Unter den Überlebenden waren vor allem die Xenarthra, Beutelratten, Nager und Primaten sowie die Toxodonten und Macrauchenien. Zu den Familien, die von Südamerika nach Nord- und Mittelamerika einwanderten, zählen Riesenfaultiere (Megatheriidae, Mylodontidae), die Glyptodonten, die Gürteltiere, die Ameisenbären, die Wasserschweine, die Baumstachler, die Beutelratten und die später ausgestorbenen Toxodonten. Auch der Terrorvogel Titanis walleri wanderte nach Nordamerika ein, mit Funden u. a. in Florida.